# Tripura
Tripura (bengalí: ত্রিপুরা, hindi: त्रिपुरा) és un estat de la Unió Índia amb una extensió de 10.486 km² i una població de 3.380.000 habitants. La capital és Agartala (200.000 h).

## Orografia
Tripura és una regió muntanyosa creuada per les valls de quatre rius: Dharmanagar, Kailāshahar, Kamalpur, i Khowai, creuats des del Nord pels afluents Juri, Manu i Deo, Dhalai, i Khowai, respectivament.
Les principals alçàries es troben als Jampai o Jāmrai Tlāng amb el Betling Sib de 992 metres i el Jampai o Jamrai de 576 metres; a les muntanyes Sakhantlang amb el Sakhan de 799 metres; a les muntanyes Langtarai amb el Phengpui de 490 metres; i a les muntanyes Atharamura amb el Jarimura, de 465 metres i el Atharamura de 433 metres. A l'Oest hi ha la planura d'Agartala, extensió de la planura del Ganges-Brahmaputra. El nom del territori vol dir confluència d'aigües.
Els rius principals són el Khowai, Dolai, Manu, Juri i Langai, al nord; el Meghna i el Gumti a l'oest; i el Fenny and Muhari al sud-oest on es troba la badia de Bengala. Prop del naixement del Gumti hi ha unes cascades conegudes com a Dumbura.

## Població
Segons el cens lingüístic del 1991 (no hi ha dades posteriors), el 68,9% són bengalís de parla bengalí, llengua indoeuropea, el 23,5% són tripuris que parlen kokborok, una parla del grup tibeto-birmanès; i l'1,7% parlen hindi. Els tripuris, habitants originaris del territori, han estat minoritzats per la forta emigració bengalina, ja que el 1949 els tripuri eren el 85% de la població del territori i ara són el 29%.
El kokborok no és una de les anomenades 18 llengües constitucionals. L'educació es fa en anglès o en hindi, cosa que ha provocat les protestes de la majoria bengalina. La llengua oficial és el bengalí, tot i que el kokborok i el kuki són usades

## Economia
La població és predominantment agrícola, principalment viu del conreu d'arròs, però també del jute (del qual es fan teixits), del cotó, del te i de la canya de sucre. Però els conreus itinerants ocupen el 20% de la superfície. També hi ha una petita indústria de teixits i manufactures alimentàries a Agartala, així com plantes hidroelèctriques a Agartala, Āmbāsa, Khowai, Dharmanagar, Kailāshahar, Udaipur, i Bagafa endemés del Gumti Hydroelectric Project (completat el 1976).

## Govern
Des del 1972 és un Estat de la Unió Índia, i per això compta amb un parlament propi de 60 diputats, una constitució i un president, però el govern de Delhi pot imposar i aplicar la president rule (govern directe des de Delhi) si ho creuen necessari. També envia alguns diputats a la Cambra hindu. Administrativament es divideix en quatre districtes.
Els principals partits polítics són:
- Partit Nacional Indígena de Tripura (Indigenous Nationalist Party of Tripura INPT)
  - Associació de la Joventut Tribal de Tripura (Tripura Upajati Juba Samiti, TUJS), creat el 1967.
  - Voluntaris Nacionals de Tripura (Tripura National Volunteers TNV, inicialment grup armat)
  - Conferència Nacional Tribal de Tripura (Tripura Tribal National Conference, TTNC)
  - Partit dels Pobles de la Muntanya de Tripura (Tripura Hill Peoples Party, THPP)
  - Front del Pobles Indígenes de Tripura (Indigenous People's Front of Tripura IPFT)
- Partit Nacional Socialista de Tripura (Tripura National Socialist Party)
- Front Popular Democràtic de Tripura (Tripura People's Democratic Front, TPDF)
- Aliança d'Organitzacions Muntanyeses (Hill Organisations' Alliance HOA)

## Història
Es creu que els primers habitants del territori arribaren des de la Xina fugint de la dinastia Sui el 65 aC. Vivien en diverses comunitats tribals
La història de Tripura inclou dos períodes diferenciats: el tradicional, llarg període descrit al Rājamālā, crònica dels suposats primers reis (maharajas) de Tripura, i el període des de 1431–62, els anys del regnat de Dharma Mānikya. El Rājamālā, escrit en vers bengalí, és una col·lecció de tradicions i llegendes, i fou compilat pels brahmans de la cort de Dharma Mānikya. Els tripuris es consideren descendents de la lluna, i el 590 Bi Raj, senyor de la zona, va estendre llurs dominis fins al Ganges. Adoraven Xiva i feien sacrificis humans.
Se sap que els musulmans van atacar el territori el 1279 sota Tughril i a la meitat del segle XIV sota Ilyas Shah.
Durant el regnat de Dharma Mānikya i del seu successor, Dhanya Mānikya (1463–1515), la sobirania de Tripura es va estendre sobre la major part de Bengala, Assam, i Myanmar mitjançant diverses campanyes militars. Dharma va acabar amb els sacrificis humans i només els va permetre fer un cada tres anys. Fins a començaments del segle XVII l'Imperi Mongol no va imposar la seva sobirania sobre Tripura. Cap al 1512 el rei Bijoy Manikha va prendre Chittagong i va ocupar parts de Sylhet i Noakhali, però el 1610 Jahangir va fer presoner al rei a la vila d'Udaipur (no la ciutat del Rajasthan), i se l'endugué a Delhi. Els imposà un tribut, però el 1625 Kalyan Manik va rebutjar els bengalís i el 1733 Chuja Ud Din Khan ocupà les zones baixes del país.
Quan la Companyia Britànica de les Índies Orientals (British East India Company) va obtenir el dīwānī o administració civil i financera de Bengala el 1765, la part de Tripura que era sota domini mongol passà a control britànic. Des del 1808 cada governant havia d'estar investit pel govern britànic. El 1838 els rages de Tripura foren reconeguts com a sobirans pels britànics. Entre 1826 i 1862 la part oriental va ser teatre de diversos atacs dels kukis i molts pobles foren saquejats i cremats i els seus habitants massacrats.
El 1897 va pujar al tron el raja Radha Kishore Deb Barman Manikhya, que tenia dret a salutació de 13 canonades. En cada successió diversos aspirants havien provocat disturbis i un o altra cridava al seu servei als kukis i el 1904 els britànics van emetre un sanad que regulava la successió de manera hereditària en la família Deb Barmani; el sobirà havia de designar el seu hereu (jubraj) entre els membres mascles de la seva família; si moria sense designar successor aquesta passava al seu parent mascle més proper segons línia descendent en primogenitura; si no hi havia cap successor, el descendent mascle més proper del seu antecessor; la successió havia de ser reconeguda pel govern de l'Índia.
El 1905 Tripura fou adscrita a la nova província de Bengala Oriental i Assam i fou coneguda com a Hill Tippera. A més del govern de la Hill Tippera (Alta Tripura o Muntanya de Tripura) el raja dominava un territori anomenat Chakla Roshnabad, situat a la plana dins els districtes de Tippera, Noakhali i Sylhet amb una superfície de 1476 km² que li produïa més ingressos que tota la resta de l'estat.
La població el 1901 era de 173.325 habitants, distribuïts en una ciutat (Agartala) i 1463 pobles. A anteriors censos la població obtinguda era de fet inferior a la real:
- 1872: 35.262
- 1881: 95.637
- 1891: 137.442

Segons la crònica reial de Tripura 184 reis van governar el país. El darrer 185è maharaja de Tripura, Bīr Bikram Kishore Mānikya, va pujar al tron el 1923 i, després de la seva mort el 17 de maig de 1947, el va succeir el seu fil menor d'edat Kirit Bikram Kishore de 15 anys. Com a resultat de la partició de l'Índia, milers de bengalís es van desplaçar a Tripura en aquest temps (1947); agents indis van difondre el rumor de què entre els emigrants hi havia musulmans que volien deposar el rei menor d'edat i unir Tripura al Pakistan. La regent, Maharani Kanchanprabha, acceptà el rumor com a cert i va fugir del país amb el rei, cap a Delhi per demanar ajut. La regent va signar la "Tripura Merger agreement" que incorporava el país a l'Índia (9 de setembre de 1949, i l'annexió es va culminar el 15 d'octubre de 1949. Els partits de Tripura van passar a estar dominats per emigrants hindús sobretot bengalís, menys el Tripura Upajati Juba Samiti (TUJS) dirigit per líders nacionals, partit que fou fundat el 1967. Tripura fou considerat territori de la Unió l'1 de setembre del 1956, com a part de l'Estat d'Assam. El territori fou governat per un alt comissionat amb un govern elegit des de 1963.
L'1 de gener de 1972 Tripura va esdevenir estat de la Unió i el 1976 la llei de restauració de les terres alienades fou aprovada, establint la devolució als natius de Tripura de les terres ocupades il·legalment pels emigrants des del 1969. El 1979 el grup Tripura Sena es va separar del TUJS i va iniciar la lluita armada. La insurrecció fou encapçalada tot seguit pel grup anomenat Voluntaris Nacionals de Tripura (Tripura National Volunteers, TNV), branca militar creat amb el suport del Front Nacional Mizo.
En juny i juliol del 1980 es produïren enfrontaments interètnics entre els bengalís, amb 2.000 morts i 200.000 persones sense llar. El cap dels TNV, Sri B.K. Hrangkhwal, fou detingut i anuncià la dissolució del grup, que no es va portar a terme.
Binanda Jamatia formà un altre grup anomenat Organització Popular d'Alliberament de Tripura (All Tripura People's Liberation Organization, ATPLO) el 12 de desembre del 1980 a Thangnan, Mayani Reserve Forest, Bangladesh.
El districte autònom tribal (Tripura Tribal Areas Autonomous District Council) fou finalment establert el 1982 cobrint el 68% del territori de Tripura i elevat a rang constitucional el 1985
L'organització TNV fou declarada fora de la llei el 22 de gener de 1987, però el 1988 dirigits per Lalit Debbarma, signà finalment un acord amb el govern indi i cessà les hostilitats integrant-se en el govern local des d'on demanaren més autonomia. El Front de l'Esquerra no va obtenir majoria a les eleccions de 1988, passant pocs mesos després el govern de l'Estat a una coalició entre el Partit del Congrés i el TUJS, coalició que fou de curta durada
El 12 de març del 1989 es va crear el Front Nacional d'Alliberament de Tripura (National Liberation Front of Tripura, NLFT), dirigit per Dhananjoy Reang, antic vicepresident dels Tripura National Volunteers (TNV). L'11 de juliol de 1989 fou fundada la Força Democràtica Tribal de Tripura (Tripura Tribal Democratic Force, TTDF) que uns mesos després inicià la lluita armada. L'11 de juliol del 1990 es formà la Força dels Tigres de Tripura (All Tripura Tiger Force, ATTF) originàriament format com a All Tripura Tribal Force, per un grup dirigit per Ranjit Debbarma que no acceptà la rendició dels Tripura National Volunteers (TNV); contra aquesta organització es va desenvolupar una ofensiva de l'exèrcit de l'Índia iniciada el [28 d'octubre] de 1991. Es va decretar l'estat d'agitació i es va establir el toc de queda. Els Tigres compartien quarters a Bangladesh amb Arabinda Rajkhowa, portaveu del Front Unit d'Alliberament d'Assam (United Liberation Front of Asom, ULFA).
El 1991 el governant Partit Comunista de l'Índia Marxista (PCI-M) va perdre el poder enfront d'una coalició entre el Partit del Congrés i el TUJS. El 17 de febrer de 1992 la TUJS va trencar aquesta aliança i dos dies després el ministre principal, Sudhir Ranjan Majumdar, va dimitir i va recomanar la dissolució de l'assemblea de l'estat. Tot i així l'aliança es va refer amb un nou líder del Congrés a Tripura (Samir Ranjan Burman) que es va posar al front del govern.
El 1992 es va incorporar a la lluita armada el Front de l'Organització d'Alliberament de Tripura (Tripura Liberation Organisation Front, TLOF) constituït a principis d'any per lluitar contra el colonialisme indi, amb una militància derivada principalment dels TNV, però el juny del mateix any uns 218 militants es rendiren a l'exèrcit indi.
També combatien en aquest any 1992 la Força de Voluntaris Tribals de Tripura (Tripura Tribal Volunteer Force, TTVF) i el Front Nacional d'Alliberament de Tripura (National Liberation Front of Tripura, NLFT) sorgit el 1989, i del que el seu cap, Dhananjoy Reang, fou expulsat el 1993 i va crear una altra guerrilla, Exèrcit de Resurrecció de Tripura (Tripura Resurrection Army, TRA). El NLFT restarà liderat per Nayanbasi Jamatiya i més tard per Biswamohan Debbarma.
El 1993 membres de la Força dels Tigres de Tripura (All Tripura Tiger Force, ATTF) i del grup anomenat Força de la Joventut Tribal de Tripura (Youth Tribal Force of Tripura YTFT) es van enfrontar entre ells. L'11 de març de 1993 Tripura fou posada sota administració presidencial directa.
El partit fins llavors a l'oposició al parlament de l'estat, el Partit Comunista de l'Índia Marxista tornà al poder el 6 d'abril de 1993 (44 escons d'un total de 60, obtenint només 10 escons el Partit del Congrés, i un el TUJS). El líder comunista Dasrarath Deb, d'origen tribal, es va convertir en nou ministre en cap (18 d'abril de 1993) essent el primer tribal que arribava al càrrec. Deb anuncià una amnistia per als membres de l'ATTF que es rendissin (6 de setembre de 1993) i més d'un miler de rebels ho van fer fins que el 1994 el govern central indi va desautoritzar la iniciativa que no va tenir continuïtat.
El 25 de juliol de 1995 es va rendir la Força Democràtica Tribal de Tripura (Tripura Tribal Democratic Force, TTDF) dirigida per Subodh Debbarma, però un altre grup, Exèrcit de Resurrecció de Tripura (Tripura Resurrection Army, TRA) va ocupar el seu lloc.
En els següents anys van sorgir nombrosos grup d'escassa volada, com l'Organització d'Alliberament de Tripura (Tripura Liberation Organization, TLO), Joves Rifles de Tripura (Tripura Young Rifle (TYR), Força dels Lleons de Tripura (Tripura Lion Force, TLF) i l'Exèrcit Nacional de Tripura (Tripura National Army, TNA). La majoria d'ells han deixat d'existir o almenys d'estar actius. Tots ells reclamen l'expulsió dels emigrants bengalís arribats després de la constitució del territori el 1956 i treure'ls del cens electoral de Tripura, i restauració de les terres tribals mitjançant la Tripura Land Revenue and Land Reforms Act del 1960. Per la part contrària, va sorgir la Força Bengalina de Tripura (All-Tripura Bengali Force, ATBF).
El 22 de setembre de 1996 el TUJS, els Voluntaris Nacionals de Tripura, el Partit del Pobles de la Muntanya de Tripura (All Tripura Hill Peoples Party, THPP) i la Conferència Nacional Tribal de Tripura (Tripura Tribal National Conference, TTNC) una facció escindida del TUJS, van crear un comitè d'acció conjunta per obtenir un estat autònom pel poble indígena.
El 9 de juliol de 1997 el Partit del Pobles de la Muntanya de Tripura (Tripura Hill Peoples party), que era part de la coalició d'esquerres al govern de l'estat, es va separar de la coalició i es va unir al Consell Nacional Tribal de Tripura (Tripura Tribal National Council, TTNC), grup que s'havia separat del TUJS. El nou partit unificat es va dir Front del Pobles Indígenes de Tripura (Indigenous People's Front of Tripura, IPFT), que també va obtenir el suport inicial dels Voluntaris Nacionals de Tripura (TNV), suport que després li va retirar.
Les noves eleccions de 1998 donaren la victòria al PCI-M i Front de l'Esquerra amb 60 escons (41 del PCI-M) dirigit per Manik Sarkar, que va formar govern.
El 12 de juliol de 1998 banderes dels Tigres (All Tripura Tiger Force) foren hissades a les regions de Sadar i Khowai a Tripura Occidental, per celebrar el vuitè aniversari de la seva fundació. Però poc després un dels seus líders, Arun Devbarma, va morir a mans de l'exèrcit. Els partits legals d'origen natiu (TUJS, TNV i l'Aliança d'Organitzacions de la Muntanya) es decantaven a favor dels insurgents, mentre els partits estatals estaven lògicament en contra.
El TUJS es va aliar al Bharatiya Janata per governar l'estat, però mentre el primer demanava l'establiment d'una zona autònoma tribal dins tot Tripura i la retirada de les tropes índies, el segon s'hi oposava. La meitat dels pobles dels tribals foren cremats per les forces estatals que protegien als emigrants bengalís del seu mateix origen, i trenta mil tribals van quedar sense casa, tot amb el consentiment tàcit del ministre en cap de l'estat, Manik Sarkar, que no va prendre cap mesura i fins i tot va atorgar recompenses als que varen participar en els actes violents contra els tribals.
El 5 de maig del 2000 el Front del Pobles Indígenes de Tripura (Indigenous People's Front of Tripura) va obtenir la majoria absoluta a les eleccions de les àrees autònomes tribals de l'estat (13 escons, amb 9 del Front d'Esquerres dels que 7 eren del PCI-M, 1 del Partit Comunista de l'Índia, i 1 al Bloc del Retorn o Forward Bloc).
L'11 de juny del 2000 els Voluntaris Nacionals de Tripura, el Front del Pobles Indígenes de Tripura, i la Federació d'Estudiants Tribals (Tripura Tribal Students Federation, organització depenent primer del TUJS i després del IPFT), es van fusionar. El NLFT, la seva branca militar, va pressionar al TUJS per unir-se al IPFT però el TUJS va preferir conservar el seu estatus de partit frontissa aliat a algun dels grans partits estatals. Però finalment es va arribar a la unió el 2001 amb el nom de Partit Nacional Indígena de Tripura (Indigenous Nationalist Party of Tripura INPT)
El desembre del 2000 el NLFT de Biswamohan Debbarma va patir una nova escissió, i es va formar el Consell Nacional Borok de Tripura (Borok National Council of Tripura, BNCT), dirigit per Jogendra àlies Joshua Debbarma, mentre el mateix NLFT (amb quarters a Sajak, a Bangladesh) es dividia en dues faccions tribals dirigides per Debbarma i Jamatiya.
Durant l'estiu del 2003 els Tigres encara es mostraven actius i actuaven conjuntament amb l'ULFA, i grups militants naga i mizo. L'estiu del 2003 es va formar el Partit Nacional Socialista de Tripura (National Socialist Party of Tripura NSPT) dirigit per Hirendra Tripura i Shyamcharan Tripura, com escissió del INPT. Aquest darrer va agafar la presidència del consell autònom però a les eleccions del 2005 el Front d'Esquerres va obtenir la majoria amb 24 escons (4 només el NSPT)

## Administració
El primer agent polític fou nomenat el 1871 per garantir els drets britànics i aconsellar al sobirà. El càrrec fou abolit el 1878 i un magistrat adjunt del districte de Tipperah fou nomenat 'ex officio com a agent polític a Hill Tippera amb un delegat (subagent polític) a Agartala, però aquest darrer càrrec fou suprimit el 1890.
Annecionat l'estat el 1949 a l'Índia el 15 d'octubre de 1949 fou considerada província però d'acord amb la nova constitució les províncies van esdevenir estats el 26 de gener de 1950; en la reorganització d'estats l'1 de novembre de 1956 fou rebaxada a territori però el 21 de gener de 1972 va recuperar la condició d'estat.

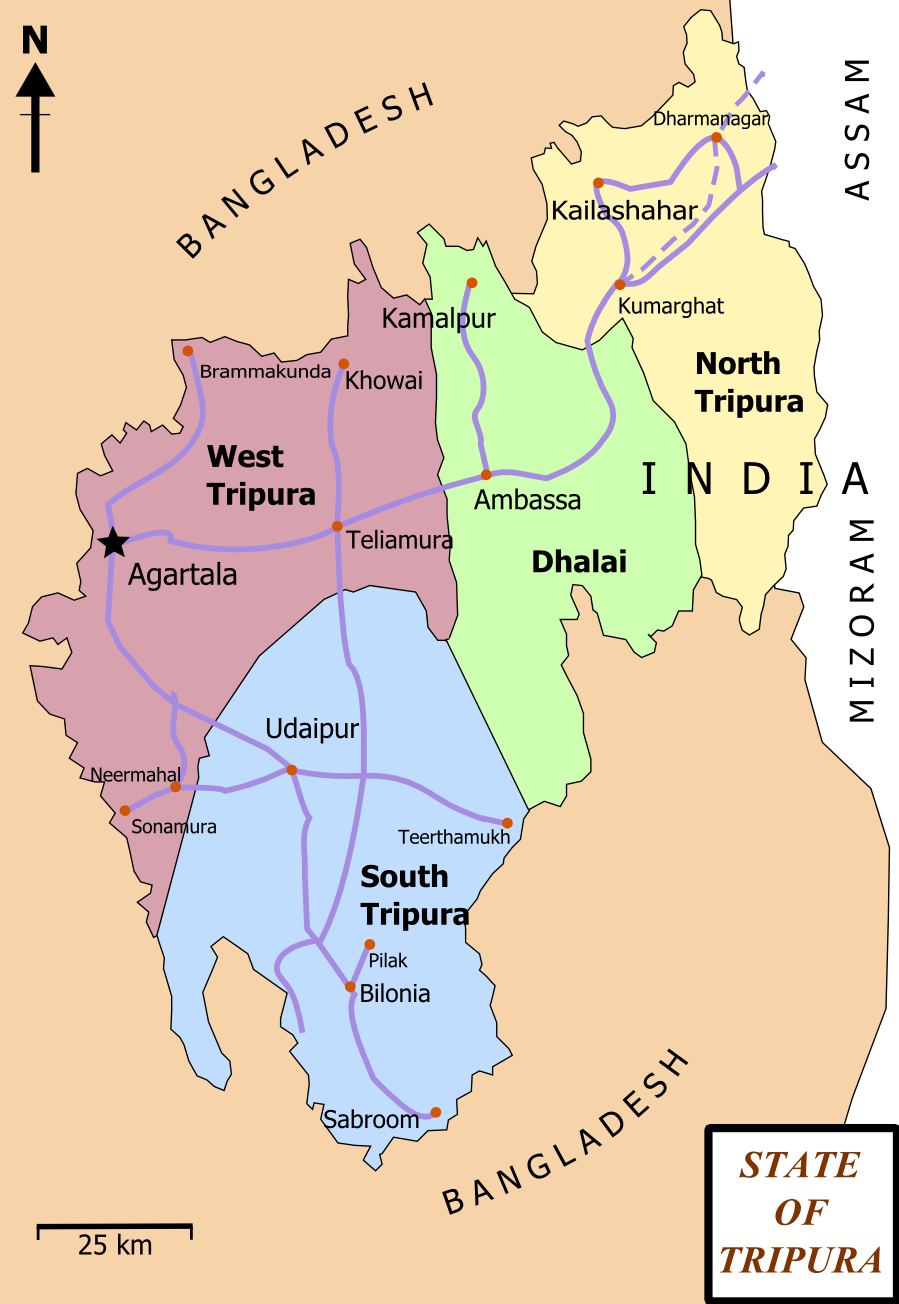
Tripura amb els 4 districtes, carreters i xarxa ferroviària.

Administrativament l'estat està format per 4 districtes, 17 subdivisions, i 40 blocs de desenvolupament (blocks) 
| Districtes    | Capital     | Població  | Àrea en km² |
| ------------- | ----------- | --------- | ----------- |
| Dhalai        | Ambassa     | 307.417   | 2.312       |
| North Tripura | Kailashahar | 590.655   | 2.470       |
| South Tripura | Udaipur     | 762.565   | 2.624       |
| West Tripura  | Agartala    | 1.530.531 | 3.544       |

A més a més hi ha el Tripura Tribal Areas Autonomous District Council, abreujat TTAADC, en català Consell del Districte Autònom de les Àrees Tribals de Tripura, administració paral·lela al 68% del territori de l'estat.
Les principals ciutats són Agartala, Bishalgarh, Jogendranagar, Sonamura, Amarpur, Dharmanagar, Pratapgarh, Kailashahar, Teliamura, Indranagar, Khowai, i Belonia. Badharghat, Jogendranagar, i Indranagar han estat integrades a la municipalitat d'Agartala.

## Moviments d'Alliberament
- - Tribals
- Front Popular Democràtic de Tripura (Tripura Peoples Democratic Front, TPDF)
- Força dels Tigres de Tripura (All Tripura Tiger Force, ATTF)
- Força Democràtica Tribal de Tripura (Tripura Tribal Democratic Force, TTDF)
- Força Tribal de Tripura (All-Tripura Tribal Force, ATTF)
- Front de l'Organització d'Alliberament de Tripura (Tripura Liberation Organizational Front, TLOF).
- Força dels Voluntaris Nacionals de Tripura (Tripura Tribal Volunteer Force, TTVF)
- Front d'Alliberament Nacional de Tripura modernament Front Nacional d'Alliberament de Twipra (National Liberation Front of Tripura or Twipra, NLFT)
- Força de la Joventut Tribal de Tripura (Youth Tribal Force of Tripura, YTFT)
- Força Tribal de la Joventut de Tripura (Tripura Tribal Youth Force, TTYF)
- Força del Comando Armat dels Tribals de Tripura (Tripura Armed Tribal Commando Force, TATCF)
- Força d'Alliberament de Tripura (Tripura Liberation Force, TLF)
- Força de Defensa de Tripura (Tripura Defence Force, TDF)
- Força de Voluntaris de Tripura (All Tripura Volunteer Force, ATVF)
- Força del Comando Tribal (Tribal Commando Force, TCF)
- Consell Nacional Borok de Tripura (Borok National Council of Tripura, BNCT)
- Exèrcit de Resurrecció de Tripura (Tripura Resurrection Army, TRA)
- All Tripura Bharat Suraksha Force (ATBSF)
- Tripura Tribal Action Committee Force (TTACF)
- Socialist Democratic Front of Tripura (SDFT)
- All Tripura National Force (ATNF)
- Tripura Tribal Sengkrak Force (TTSF)
- Tiger Commando Force (TCF)
- Tripura Mukti Police (TMP)
- Tripura Rajya Raksha Bahini (TRRB)
- Tripura State Volunteers (TSV)
- Tripura National Democratic Tribal Force (TNDTF)
- National Militia of Tripura (NMT)
- All Tripura Liberation Organisation (ATLO)
- Tripura National Army (TNA)
- Tripura State Volunteers (TSV) 
  - Bengalís
- Força Bengalina de Tripura (All-Tripura Bengali Force, ATBF)
- Front Unit Bengalí d'Alliberament (United Bengali Liberation Front (UBLF)
- Bengali Liberation Tiger Force
- All Tripura Bengali Regiment (ATBR)
- Bangla Mukti Sena (BMS)

## Llista de reis
El 146è rei Ratna va rebre el títol de Manikya vers el 1352. La seva dinastia (la segona més antiga del món després de la del Japó, va arribar fins a l'actualitat. Els darrers reis (des del 176è) foren
- Rajà Rajadhara manikya ii 1785-1804
- Rajà Ramaganga manikya 1804-1809
- Rajà Durga manikya 1809-1813
- Rajà Ramaganga manikya 1813-1826 (segona vegada)
- Rajà Kashichandra manikya 1826-1829
- Rajà Krishna Kishore manikya 1829-1849
- Rajà Ishanachandra manikya 1849-1862 (fill) (+ 31 de juliol de 1862)
- Maharajà Birchandra manikya dev varman 1862-1896 (germà) (+ 14 de desembre de 1896).
- Maharajà Radha Kishor manikya 1896-1909 (fill) (+ 12 de març de 1909)
- Maharajà Birendra Kishore Dev Varman manikya bahadur 1909-1923 (+ 13 d'agost de 1923)
- Maharajà manikya sir Bir Bikram Kishore Dev Burman 1923-1947 (+ 17 de maig de 1947) 
  - Maharani Kanchan Prabha Devi, regent 1947-1949 (esposa)
- Maharajà Kirit Bikram Kishore Dev Varman manikya (fill) 1947-1949 (+ 27 de novembre de 2006)
- Bisam-Samar-Bijayi Mahamahodya Pancha-Srijukta Maharaja Pradyot Dev Burman manikya bahadur (fill), heretà el títol el 2006

## Governants

### Caps comissionats
- R.K. Ray 1949 - 1951
- Venkatasubrami Nanjappa 1951 - 1955
- H.L. Atal 1955 - 1956
- Kalka Prasad Bhargawa 1956 - 1958
- N.M. Patnaik 1958 - 1962
- Shanti Priya Mukherjee 1962 - 1967
- U.N. Sharma 17 de gener a 5 de novembre de 1967
- D.K. Bhattacharya 1967 - 1970
- Anthony Lancelot Dias 1970 - 1971
- Baleshwar Prasad 1971 - 1972

### Governadors
- Braj Kumar Nehru 1972-1973
- Lallan Prasad Singh 1973-1980
- Prakash Chandra Mehotra 1980-1981
- Saiyid Muzaffar Husain Burney 1981-1984
- K.V. Krishna Rao 1984 - 1989
- Sultan Singh 1989 - 1990
- K.V. Raghunatha Reddy 1990-1993
- Romesh Bhandari 1993 - 1995
- Siddheswar Prasad 1995 - 2000
- Krishna Mohan Seth 2000 - 2003
- Dinesh Nandan Sahay 2003 - 2009
- Sra. Kamla Beniwal 15 d'octubre a 27 de novembre de 2009
- Dnyandeo Yashwantrao Patil 2009-

### Ministres en cap
- Sachindra Lal Singh 1963 - 1971, Partit del Congrés
- Govern presidencial 1 de novembre de 1971 - 27 de març de 1972
- Sukhamoy Sen Gupta 1972 - 1977, Partit del Congrés
- Prafullah K. Das 1 d'abril a 26 de juliol de 1977, Partit del Congrés Democràtic
- Radhika Ranjan Gupta 26 de juliol a 5 de novembre de 1977, Janata Parishad
- Govern presidencial 5 de novembre de 1977 - 5 de gener de 1978
- Nripen Chakraborty 1978 - 1988, Partit Comunista de l'Índia-Marxista CPI-M
- Sudhir Ranjan Majumdar 1988 - 1992, Partit del Congrés-Indira
- Samir Ranjan Barman 1992 - 1993, Partit del Congrés
- Govern presidencial 11 de narç a 10 d'abril de 1993
- Dasarath Deb 1993 - 1998, Partit Comunista de l'Índia-Marxista CPI-M
- Manik Sarkar, 1998 -, Partit Comunista de l'Índia-Marxista CPI-M